# Straseni
Străşeni é uma cidade com cerca de 20 mil habitantes situada no Centro Geográfico da Moldávia, sendo o centro administrativo do Distrito de Străşeni, administrando também a Vila de Făgureni. Muitas são as lendas acerca do nome da cidade. Umas dizem que a origem é a palavra straşnic do Romeno, um adjetivo que significa "terrível", "assustador", dizendo-se ainda que em tempos antigos a área era coberta por uma floresta aterrorizante.

## Pontos interessantes
- Torre de Televisão de Străşeni - com 335 metros de altura, guiada, antena para FM / TV - construída em 1984-85.
- Străşeni é famosa hoje por seus vinhos. O vinhedo de Străşeni, 12 km a oeste de Chişinău, é renomado por seus vinhos brancos espumantes. Um pouco mais ao norte fica a vinícula Romanesti, uma das maiores da região, já tendo sido a maior da antiga União Soviética. Um dos mais notáveis produtos é o vinho tinto Bordeaux.